# Isabelle Stoffel
Isabelle Stoffel (* 25. August 1972 in Basel) ist eine Schweizer Schauspielerin und Regisseurin, die im deutschen und im spanischen Sprachraum arbeitet.

## Ausbildung
Isabelle Stoffel absolvierte ihre Ausbildung zur Schauspielerin an der Hochschule für Musik und Theater Bern. Sie spielte an verschiedenen Schweizer Bühnen, wie z. B. dem Stadttheater Luzern, der Kaserne Basel, dem Theaterhaus Gessnerallee Zürich oder dem Stadttheater Bern. In Belgien spielte sie mit der Theatergruppe Teatro de los Sentidos, in Rio de Janeiro im Palacio Imperial, in Berlin in den Sophiensælen unter anderem als Ensemblemitglied von Nico and the Navigators.
Seit 2005 ist sie auf der Bühne auch in zahlreichen Produktionen im spanischen Sprachraum zu sehen, unter anderem mit dem Monolog La rendición am Nationaltheater in Madrid, Sala Muntaner Barcelona und Teatro Maipo Buenos Aires. Auf dem Edinburgh Fringe Festival 2013 spielte sie The Surrender (diesen Monolog) in englischer Sprache.
Sie spielte in mehreren Film- und Fernsehproduktionen in Deutschland und in Spanien.
2012 führte sie ihre erste Theaterregie in der Schweiz mit Jimmy, Traumgeschöpf, wozu sie die „Formation Recycled Illusions“ gegründet hat.
Bekannt wurde sie im deutschsprachigen Raum vor allem durch die Rolle der Stefanie „Steffi“ Gessler in der RTL-Fernsehserie Hinter Gittern – Der Frauenknast.

## Filmografie (Auswahl)
- 1997: Loreley (Spielfilm)
- 1999: Slaatswandel (Kurzfilm)
- 1999: The Cookie Thief (Kinokurzfilm)
- 2000: Verzaubert (Kurzfilm)
- 2000: The Flasher from Grindelwald (Kinokurzfilm)
- 2000: Test Men By Food (Kurzfilm)
- 2001: The Paradise Institute (Kurzfilm)
- 2001: Berlin is in Germany
- 2001: Verkehrsinsel (Spielfilm, ARD)
- 2002: Herzschlag: das Ärzteteam Nord (Folge: Blind Date) (ZDF)
- 2003: Sobre el arcos iris (Kinofilm)
- 2003: Operation Adios (Kurzfilm)
- 2003: Hamlet X (Kurzfilm)
- 2003/2004: Hinter Gittern – Der Frauenknast (RTL)
- 2005: Un franco, 14 Pesetas (Kinofilm)
- 2005: Ahoras Seras Castigada (Kurzfilm)
- 2005: La Bicicleta (Kinofilm)
- 2005/2006: El Cor De La Ciutat (TV)
- 2006: Cuéntame (TV)
- 2006: El Comisario (TV)
- 2007: Close The Door, Alex (Kurzfilm)
- 2007: Mujeres Invisibles (Fernsehfilm)
- 2007: Manola & Benito Corporeison (TV)
- 2008: Invisibles (Kinofilm - Spanischer Filmpreis Goya 2008)
- 2008: Lasko-Die Faust Gottes (RTL)
- 2009: La mujer sin piano (Kinofilm)
- 2009: El consul de Sodoma (Kinofilm)
- 2009: Alarm für Cobra 11 (RTL)
- 2009: Todas las canciones hablan de mi
- 2010: Ispansi - ¡Españoles! (Kinofilm)
- 2010: Elias (Kurzfilm)
- 2010: El sueño de Ivan (Kinofilm)
- 2012: Los misterios de Laura (TVE)
- 2012: Un marido ejemplar (Kurzfilm)
- 2013: Haz de tu vida una obra de arte (Kinofilm)
- 2013: Los ilusos (Kinofilm)
- 2013: 2 Francos, 40 pesetas (Kinofilm)
- 2013: Max (Kurzfilm)
- 2013: Traumland (Kinofilm)
- 2014: Los exiliados románticos (Kinofilm)
- 2021: Tatort: Schoggiläbe
- 2022: Die Beschatter (Fernsehserie)